# Kempwad, Athni
Kempwad là một làng thuộc tehsil Athni, huyện Belgaum, bang Karnataka, Ấn Độ.